# Детерн
Детерн (њем. Detern) општина је у њемачкој савезној држави Доња Саксонија. Једно је од 19 општинских средишта округа Лер. Према процјени из 2010. у општини је живјело 2.710 становника. Посједује регионалну шифру (AGS) 3457006.

## Географски и демографски подаци
Детерн се налази у савезној држави Доња Саксонија у округу Лер. Општина се налази на надморској висини од 3 метра. Површина општине износи 43,3 km². У самом мјесту је, према процјени из 2010. године, живјело 2.710 становника. Просјечна густина становништва износи 63 становника/km².